# 兵庫県立こども病院
兵庫県立こども病院（ひょうごけんりつこどもびょういん）は、兵庫県神戸市中央区にある小児専門病院。1970年に開設された日本で2番目の小児専門病院である。

## 初代
兵庫県政100周年の記念事業として計画され、本館を中心に精神病棟や看護師宿舎・職員公舎などを配置。設計に関しては、“子供を大切に”“病院らしくない病院”を基本姿勢とし、建物内はもとより、職員の服装や外構計画にも配慮がなされていた。
2016年にポートアイランドへ移転後の跡地は、2019年3月に県と神鋼不動産との間で土地の売買契約を締結。建物解体を経て、商業施設「TerrasMa（）」として2021年11月にオープンした。

## 沿革
- 1970年（昭和45年）4月1日 - 日本で2番目の小児専門病院として須磨区高倉台に開院。
- 1972年（昭和47年） - 建物が第13回BCS賞を受賞する。
- 1996年（平成6年）10月4日 - 周産期医療センターが診察を開始する。
- 2000年（平成12年）3月1日 - 総合周産期母子医療センターとして指定される。
- 2007年（平成19年）10月1日 - 小児救急医療センターを開設。
- 2012年（平成24年） - 2015年度を目処に、ポートアイランドへの移転を発表。これに対し兵庫県医師会が反対を声明[3]。
- 2016年（平成28年）5月1日 - 現在地に新築移転。

## 診療科目
- 救急総合診療科（総診）
- 救急総合診療科（救急）
- 小児集中治療科
- 循環器内科
- 腎臓内科
- 血液・腫瘍内科
- 脳神経内科
- リウマチ科
- アレルギー科
- 代謝内分泌内科
- 新生児内科
- 感染症科
- 臨床遺伝科
- 精神科
- 小児外科
- 心臓血管外科
- 脳神経外科
- 整形外科
- 形成外科
- 耳鼻咽喉科
- 眼科
- 泌尿器科
- 産科
- 放射線診断科
- 放射線治療科
- 小児歯科
- 麻酔科
- 病理診断科
- リハビリテーション科

## 交通アクセス
- 神戸新交通ポートアイランド線南公園駅から南へ徒歩5分。

## 不祥事・医療ミス・医療事故
- 2020年3月17日 - 3歳未満の男児が、当院で2月に気管の拡張手術を受けた際、男児の気道確保のために鼻から入れたチューブが、本来は肺と気管の枝分かれする気管支で止めるべきであったにもかかわらず、誤って左肺までチューブを挿入、右肺が機能しなくなる片肺挿管状態になってしまった。男児は低酸素状態による脳機能停止状態で3月17日に死亡[4]。